# Cladomothalle
Un cladomothalle, ou thalle à cladome, est un thalle relativement complexe formé d'un amas de cellules appelées plectenchyme. Il est constitué d'un axe dressé à croissance indéfinie et de ramifications latérales (appelées pleuridies) à croissance définie.
Il peut comporter, comme chez le Fucus vésiculeux (Phaeophyceae) une pseudo-nervure, qui ne constitue cependant pas un tissu, car elle est formée comme dans tout thalle de cellules indifférenciées (dans ce cas, les cellules sont simplement plus grosses, ce qui donne cette région plus rigide).